# Lane Boy
Lane Boy – trzeci singiel amerykańskiego duetu muzycznego Twenty One Pilots z albumu Blurryface (2015), wydany 4 maja 2015 roku przez Fueled by Ramen. Piosenka została napisana przez Tylera Josepha.
Nagranie w Polsce uzyskało status platynowej płyty.

## O utworze
Utwór napisany jest w tonacji a-moll. Pierwsza część utworu łączy ze sobą reggae, ska rocka (linia melodyczna na początku utworu) i rocka alternatywnego (pod względem linii basu). Przejście jest głównie oparte na perkusji elektronicznej. W kompozycji drugiej przeważają szybkie perkusyjne beaty, syntezatory oraz przesterowany bas. Kompozycja tej części miesza elementy electropopu, muzyki drumfunk i indie popu.

## Twórcy utworu

### Twenty One Pilots
- Tyler Joseph – wokal, gitara, syntezatory, ukulele, programowanie
- Josh Dun – perkusja, instrumenty perkusyjne

### Pozostali twórcy
- Ricky Reed – gitara basowa, syntezatory

## Wersja zTOPxMM
Utwór Lane Boy znalazł się też w nowej wersji na EP-ce TOPxMM, wydanej 20 grudnia 2016 roku, podczas której nagrywania duetowi Twenty One Pilots towarzyszyła grupa rockowa Mutemath. Ta wersja utworu zamyka także szóstą EP-kę duetu.

## Twórcy

### Twenty One Pilots
- Tyler Joseph – wokale główne, syntezator (outro utworu)
- Josh Dun – perkusja

### Mutemath
- Paul Meany – syntezatory, programowanie
- Darren King – perkusja
- Roy Mitchell-Cárdenas – gitara
- Todd Gummerman – syntezatory, programowanie